# Talsperre Alcova
Die Talsperre Alcova (englisch Alcova Dam) ist eine Talsperre mit Wasserkraftwerk im Natrona County, Bundesstaat Wyoming, USA. Sie staut den North Platte River zu einem Stausee (englisch Alcova Reservoir) auf. Die Talsperre befindet sich ungefähr 16 km (10 miles) flussabwärts der Talsperre Pathfinder und ca. 48 km (30 miles) südwestlich der Stadt Casper.
Mit dem Bau der Talsperre wurde im August 1935 begonnen. Sie wurde 1937 fertiggestellt. Die Talsperre diente ursprünglich ausschließlich der Bewässerung. Der Bau des zugehörigen Wasserkraftwerks wurde 1950 beschlossen. Es wurde 1955 fertiggestellt. Die Talsperre ist im Besitz des United States Bureau of Reclamation (USBR) und wird auch vom USBR betrieben.

## Absperrbauwerk
Das Absperrbauwerk ist ein Erdschüttdamm mit einer Höhe von 80 m (265 ft) über der Gründungssohle. Die Dammkrone liegt auf einer Höhe von 1679 m (5510 ft) über dem Meeresspiegel. Die Länge der Dammkrone beträgt 232,5 m (763 ft). Das Volumen des Bauwerks beträgt 1,25 Mio. m³ (1,635 Mio. cubic yards). Die Hochwasserentlastung befindet sich auf der linken Seite des Damms. Über sie können maximal 1557 m³/s (55.000 cft/s) abgeleitet werden.
Die Errichtungskosten des Staudamms betrugen 20 Mio. USD.

## Stausee
Beim normalen Stauziel von 1676 m (5500 ft) erstreckt sich der Stausee über eine Fläche von rund 10 km² (2470 acres) und fasst 227,45 Mio. m³ (184.405 acre-feet) Wasser; davon können 37,75 Mio. m³ (30,606 acre-feet) für Bewässerungszwecke verwendet werden.
Vom Stausee geht ein Bewässerungskanal (englisch Casper Canal) ab, der auf der linken (nördlichen) Flussseite in Richtung der Stadt Casper verläuft. Das Stauziel des Stausees wird relativ konstant gehalten, um den Kanal jederzeit mit ausreichend Wasser versorgen zu können.

## Kraftwerk
Das Kraftwerk befindet sich am Fuß der Talsperre auf der rechten Flussseite. Die installierte Leistung beträgt 41,4 MW. Die installierte Leistung lag ursprünglich bei 36 MW. Die durchschnittliche Jahreserzeugung liegt bei 88 (bzw. mehr als 100) Mio. kWh. Die zwei Francis-Turbinen des Kraftwerks leisten jede maximal 18 (bzw. 20,7) MW. Die Fallhöhe beträgt 50 m (165 ft).